# سل (دراغون بول)
سيل (بالإنجليزية: Cell) هو شخصية خيالية من الأنمي المشهور دراغون بول.

## قصة الشخصية

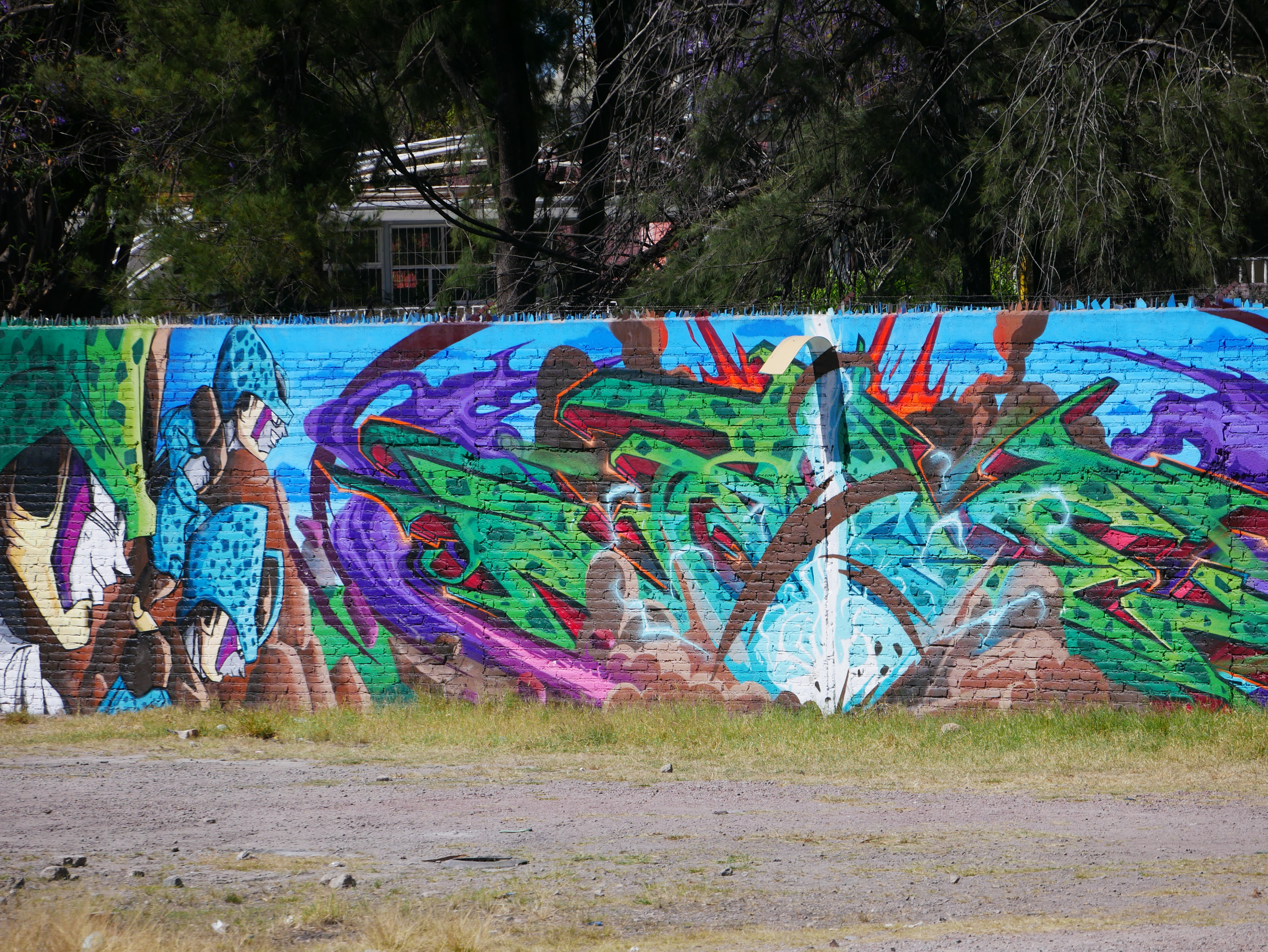
جدارية دراغون بول

سيل هو شخصية شريرة من أنمي دراغون بول أراد أن يدمر الأرض، وقد صنعه الدكتور جيرو من خلال تجميع وتوظيف خلايا كل المقاتلين تقريباً، واجهه غوكو وفيجيتا وغوهان وبدأ بالتطور تدريجياً حيث بدأ أولًا بشكل يشبه الحشرة إلى أن أصبح يقف ويمتص طاقة ولحم وجسم الكائنات الحية بذيل حاد مثل العقرب ليزيد طاقته، إلا أنه كان مصممًا أن يمتص كل من أندرويد 18 و أندرويد 17 ليصل إلى الكمال، واستطاع في البداية امتصاص أندرويد 17 ليصل بهذا إلى تطوره الثاني ويحصل على طاقة هائلة جداً، إلا أنه درب كل من فيجيتا وترانكس في غرفة الزمن لمنع تدميره للأرض، ولكن فيجيتا بسبب كبريائه وغروره سمح لسيل بامتصاص أندرويد 18 كي يرى شكله المثالي، إلا أن فيجيتا أدرك خطأه متأخراً بعد تلقيه هزيمة نكراء من قبل سل وبعد هزيمة فيجيتا أظهر ترانكس طاقته الكاملة التي كان يخفيها كي لا يؤذي مشاعر والده و يجرح كبرياءه، إلا أنه كان أضعف من سل ولكن سل أعطاهما فرصة وقرر إقامة بطولة لرؤية البطل الأقوى، وبدأت البطولة بين ساتان وأتباعه، الذي يدعي أنه الأقوى على الأرض، ولكنه خرج بضربة واحدة من سل. وبعدها بدأت المواجهة بين غوكو وسل. في البداية كان التعادل هو المسيطر ، إلا أن سل بدأ يزيد من طاقته وبدأ غوكو في الانهزام فقرر الانسحاب ليترك المجال لشخص أقوى منه وهو غوهان. رغم قوة غوهان، إلا أن سل كان متفوقاً، وسمع سل بأن غوهان يملك طاقة خفية عند الغضب فأراد رؤيتها فقام بتعذيبه ثم قام بإرسال السيل جونيورز لقتل رفاقه و بعدها قام بقتل أندرويد 16 الذي طلب من غوهان قبل موته أن يحمي الطبيعة والحيوانات التي يحبها، وقال له أن القتال للعدالة ليس جريمة وطلب منه أن يحرر قوته؛ فبدأ غوهان بالتفكير واشتعل غضبًا وتحول للسوبر ساياجين 2 ليكون أول من تحول له وبهذه القوة الجديدة أصبح سيل مجرد دمية ضعيفة أمام قوة غوهان الذي من ثقته بقوته لم يستجب لطلبات والده بأن يقتل سل؛ لأنه أراد أن يذيقه الكأس التي أشرب منها ضحاياه ولكن سل قرر بأن يفجر نفسه وبذلك يفجر الأرض و يدمر ما عليها، بما فيهم جميع المقاتلين؛ فقررغوكو أخذ سل إلى كوكب كايو ويطلب إلى غوهان أن يعتني بوالدته قبل أن يذهب وبهذا ينفجر سل ويموت غوكو وكايو معه، لكن سل لم يمت؛ لأن الخلية الموجودة برأسه لم تتأذى؛ فعاد إلى الأرض بقوة تقارب قوة غوهان، وقام بقتل ترانكس؛ الشيء الذي فجر غضب فيجيتا، إلا أن فيجيتا كاد أن يموت من أول ضربة تلقاها من سل. أراد سل أن يقتل فيجيتا، لكن غوهان تصدى له؛ مما أدى إلى إصابته وانخفاض قوته. قرر سل تدمير الأرض ومن عليها، وأصاب اليأس الجميع، إلا أن غوكو طلب إلى غوهان عن طريق كايو بأن يحاول الهجوم بكامي هامي ها، وبدأت صدامات الكامي هامي ها، التي انتهت بانتصار غوهان وموت سل.